# Lord Kyron
Lord Kyron (in originale Quamzin Kravshera) è un personaggio immaginario della serie animata giapponese Macross, adattata negli anni ottanta in Robotech dalla statunitense Harmony Gold.
Giovane ed impulsivo comandante Zentradi, Kyron viene designato dal supremo capo Dolza a capo di un'unità d'assalto, il Battaglione Botoru, che guida personalmente in battaglia a bordo di mecha da combattimento.

## Caratteristiche fisiche
10,5 m di altezza, poco meno di 10 tonnellate di peso. Capelli medio-lunghi azzurri, con una frangetta sulla fronte. Sguardo ipnotico e quasi maniacale. Psicologicamente irruente, passa da un eccesso all'altro con facilità.

## Carriera
Chiamato da Breetai come rinforzo per impedire all'SDF-1 di tornare sulla Terra, Kyron da libero sfogo alla sua impulsività creando trappole lungo il cammino dell'astronave terrestre, ma fallendo sempre nel suo intento (più propenso alla distruzione che alla cattura della nave). Nel breve periodo di comando di Azonia (succeduta a Breetai), Kyron ha un litigio con Myria Parino che sarà alla base del futuro innamoramento fra la pilota Meltradi e Max Sterling.
Quando Breetai si schiera con gli umani e Dolza viceversa si prepara alla battaglia finale, Kyron si defila con il proprio incrociatore, atterrando nella giungla amazzonica e restando lì nascosto, per poi compiere, nel periodo successivo, periodiche incursioni a danno dell'opera di ricostruzione della Terra. Durante le sue scorrerie, non manca ovviamente di seminare discordia, istigando gli Zentradi a riprendere le armi con lui per conquistare il potere.
Contattato dai Signori di Robotech per abbandonare la Terra e ricongiungersi a loro, Kyron fa decollare la sua astronave, ma si lancia all'attacco dell'l'SDF-1 e la sua gemella in costruzione, uccidendo sé stesso e migliaia di persone.